# U ime oca
U ime oca (eng. In the Name of the Father) je film  Jima Sheridana iz 1993. temeljen na životnoj priči Guildfordske četvorke, četvero ljudi krivo optuženih za IRA-in bombaški napad na pub u Guildfordu u kojem su ubijena četiri britanska vojnika i civil.

## Radnja
Zbog incidenata s Irskom republikanskom armijom, Gerry Conlon (Daniel Day-Lewis) se seli iz Belfasta u London sa svojim prijateljem Paulom Hillom (John Lynch). Dvojica se infiltriraju u londonsku hipi scenu i pronalaze smještaj u nenaseljenom stanu. Upoznaju Carole Richardson i Paddyja Armstronga. Tijekom jednog od noćnih izlazaka u London Hill, Conlon u parku upoznaje beskućnika po imenu Charlie Burke i kasnije opljačka prostitutkin stan. Dok dvojica razgovaraju s prosjakom, začuje se eksplozija. Gerry i Paul bivaju lažno optuženi i uhićeni. Nedavno doneseni antiteroristički zakon dao je policiji ovlasti da optužene drži sedam dana bez optužbe. U tom vremenu, podvrgavaju ih mučenju kako bi priznali, a nakon toga uhićuju još nekoliko osoba. Nakon što ih je četvero priznalo (Hill, Conlon, Armstrong i Richardson), osuđeni su na 14-godišnji zatvor. Gerry iz zatvora zajedno sa svojim ocem Giuseppeom (Pete Postlethwaite) pokušava podnijeti žalbu na odluku. U zatvor stiže član IRA-e, Joe McAndrew (Don Baker) i kaže im kako je on izvršio bombaški napad i priznao policiji, koja je ignorirala priznanje. U međuvremenu, umire Gerryjev otac.
Nakon što je dobila Giuseppeova pisma u kojoj je moli za pomoć, odvjetnica Gareth Pierce (Emma Thompson), vjerujući da su Gerry i njegovi prijatelji nevini, počinje istraživati slučaj u policijskom arhivu. Slučajno, kad je zatražila Conlonov dosje, originalni službenik u arhivu je bolestan. Zamjenik je upita "Koji Conlon? Giuseppe ili Gerard?" Shvativši situaciju, nakon što je samo dobila pristup Giuseppeovu dosjeu, ona zatraži dosje Gerryja Conlona. U dosjeu Conlona mlađeg pronalazi dodatak dosjeu na kojem piše, "ne pokazivati obrani". Taj dokument sadrži alibi Gerryja Conlona, kao i dokaz u korist drugih optuženih. Na saslušanju, okolnosti se čine takve da će Guildfordsku četvorku vjerojatno pustiti. Napuštajući sud, Gerry kaže da će se nastaviti boriti kako bi sprao ljagu s očeva imena i da se krivci privedu pravdi.

## Glumci
- Daniel Day-Lewis - Gerry Conlon
- Pete Postlethwaite - Giuseppe Conlon
- Don Baker - Joe McAndrew
- John Lynch - Paul Hill
- Emma Thompson - Gareth Peirce
- Corin Redgrave - Inspektor Robert Dixon
- Frank Harper - Ronnie Smalls
- Alison Crosbie - Djevojka u pubu
- Mark Sheppard - Paddy Armstrong
- Frankie McCafferty - Tommo

## Kontroverze
Film je izazvao kontroverze jer scenarij dobrim dijelom ne prati stvarne povijesne događaje. Na primjer, Conlon i njegov otac nisu privedeni zajedno kao u filmu, a razlozi za Conlonovo puštanje su izmišljeni. Lik Emme Thompson je kombinacija nekoliko odvjetnika koji su radili na slučaju; kao odvjetnik, a ne barister, ona nije mogla te se i nije pojavila na sudu kao što je to prikazano u filmu.

## Nagrade
U ime oca nominiran je za Oscar za najboljeg glavnog glumca (Daniel Day-Lewis),  najboljeg sporednog glumca (Pete Postlethwaite),  najbolju sporednu glumicu (Emma Thompson),  najboljeg redatelja, montažu,  najbolji film i najbolji adaptirani scenarij.

## Soundtrack
Soundtrack uključuje popularnu pjesmu You Made Me the Thief of Your Heart koju izvodi Sinead O'Connor, a koju su napisali  Bono, Gavin Friday i Maurice Seezer.

## Lokacije snimanja
- Kilmainham, Gaol, Dublin, Irska (zatvor)
- Liverpool, Engleska (londonske scene)

## Vanjske poveznice
- U ime oca u internetskoj bazi filmova IMDb-a